# ناشيونال جيوغرافيك (قناة)
قناة ناشيونال جيوغرافيك (بالإنجليزية: National Geographic Channel) هي قناة تتبع منظمة ناشيونال جيوغرافيك، تعرض أفلام وبرامج وثائقية عن الطبيعة والعلم والحضارة والتاريخ، وتوجد عدة نسخ من هذه القناة من بينها ناشيونال جيوغرافيك أبو ظبي وهي قناة ناطقة باللغة العربية.

في سبتمبر 1997، أطلقت القناة في الولايات المتحدة والمملكة المتحدة وأوروبا وأستراليا، والآن توجد القناة في 162 دولة و بـ 27 لغة وفي 231 مليون منزل.

## النسخ

### الولايات المتحدة
بدأ بث القناة في الولايات المتحدة في 12 يناير 2001، وهي مشروع مشترك بين الجمعية الجغرافية الوطنية ونيوز كوربوريشن.

### كندا
اطلقت القناة في كندا في 15 أغسطس 2001، واطلقت نسخة فائقة الدقة (HD) في 19 ديسمبر 2006.

### فرنسا
في سبتمبر 2001، اطلقت قناة ناشونال جيوغرافيك في فرنسا.

### الهند
اطلقت ناشونال جيوغرافيك في الهند في 5 يوليو 2006، واطلقت نسخة فائقة الدقة (HD) في 19 فبراير 2012

### الشرق الأوسط و شمال إفريقيا
في يوليو 2009 انتجت وبثت نسخة عربية من قناة ناشونال جيوغرافيك للمتحدثين بالعربية في الإمارات العربية المتحدة وبثت نسخة فائقة الجودة (HD) في 2015.

## قنوات أخرى تابعة
تصدر ناشونال جيوغرافيك عدة قنوات أخرى مختصة و هي بذاتها موجودة بنفس العنوان و لكن بعدة لغات:
- ناشونال جيوغرافيك ميوزيك: هي قناة مهتمة بالموسيقى بأنواعها بدأت في إيطاليا في أكتوبر 2007.
- ناشيونال جيوغرافيك كيدز: قناة موجهة للأطفال.
- قناة ناشونال جيوغرافيك HD: أطلقت في 2006، ومهمتها بث برامج قناة ناشونال جيوغرافيك بتقنية عالية الدقة.
- ناشونال جيوغرافيك أدفانتشر: هي قناة موجهة أساسا للشباب والمراهقين وهي تبث العديد من المغامرات والرحلات بهدف تشجيع الشباب على السفر والتجوال في العالم.
- ناشونال جيوغرافيك وايلد: أطلقت في 2006، وتبث برامج حول الحيوانات والطبيعة والحياة البرية.
- ناشونال جيوغرافيك وايلد HD: هي قناة تبث برامج ناشونال جيوغرافيك وايلد بتقنية عالية الدقة.
- ناشيونال جيوغرافيك أبو ظبي: هي قناة ناطقة باللغة العربية، أطلقت في 2009 ومقرها في أبو ظبي.
- ناشيونال جيوغرافيك أبو ظبي HD: أطلقت في 2015، ومهمتها بث برامج قناة ناشونال جيوغرافيك أبوظبي بتقنية عالية الدقة.
- ناشونال جيوغرافيك موندو: هي قناة أطلقت في 2011 وهي موجهة إلى الجمهور الإسباني في أمريكا.
- ناشيونال جيوغرافيك كيدز أبو ظبي: أطلقت في 2017 وهي موجهة للأطفال العرب.
- ناشيونال جيوغرافيك بيبول : أطلقت في1 مايو 2007 تختص بالمغامرات وحقائق عن البشر

## الشعارات

شعار القناة الرسمية و الدولية لناشونال جيوغرافيك
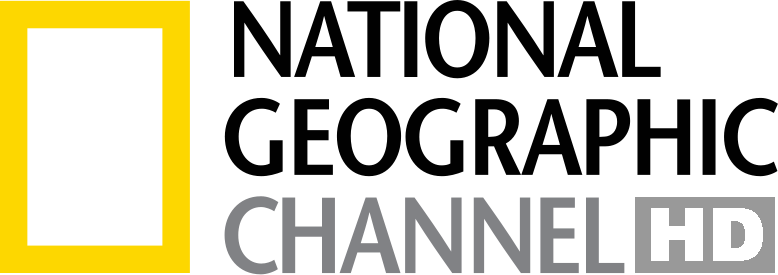
شعار ناشونال جيوغرافيك عالية الدقة (HD)
شعار ناشونال جيوغرافيك أدفانتشر
شعار ناشونال جيوغرافيك وايلد
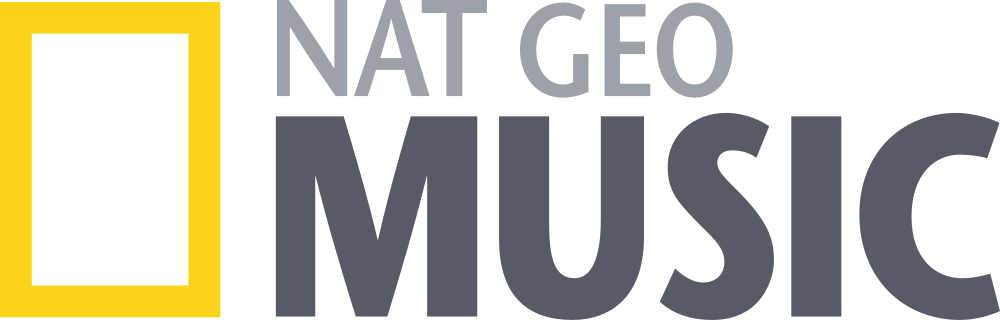
شعار ناشونال جيوغرافيك ميوزيك
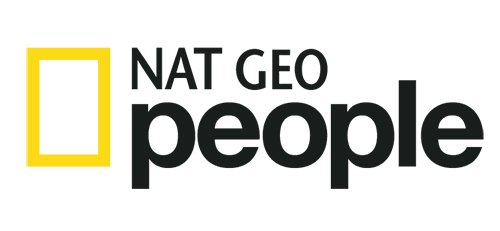
شعار ناشونال جوغرافيك البشر
شعار ناشيونال جيوغرافيك أبوظبي النسخة العربية
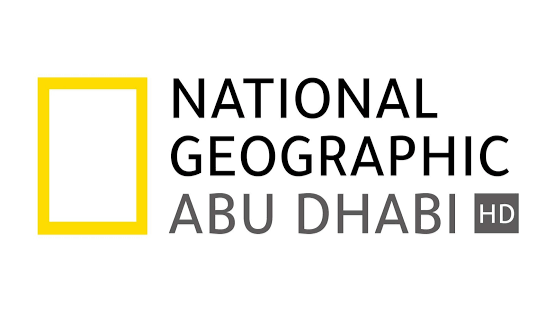
شعار ناشيونال جيوغرافيك أبوظبي النسخة العربية عالية الدقة (HD)
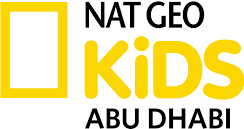
شعار نات جيو كيدز أبوطبي
شعار ناشيونال جيوغرافيك كيدز
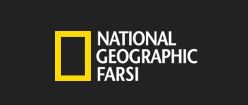
شعار ناشيونال جيوغرافيك الفارسية
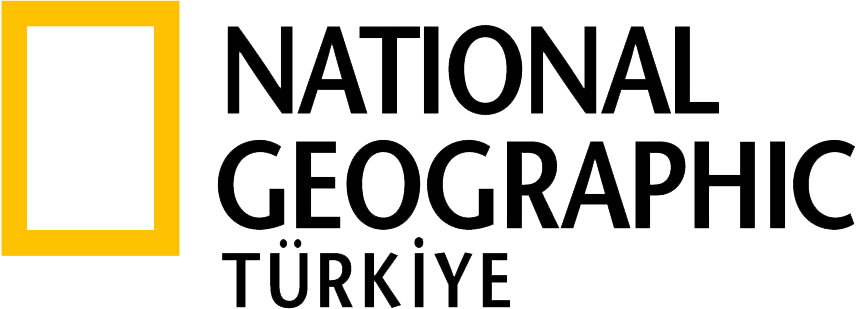
شعار ناشيونال جيوغرافيك التركية
شعار ناشيونال جيوغرافيك المجتمع
شعار ناشيونال جيوغرافيك هولندا
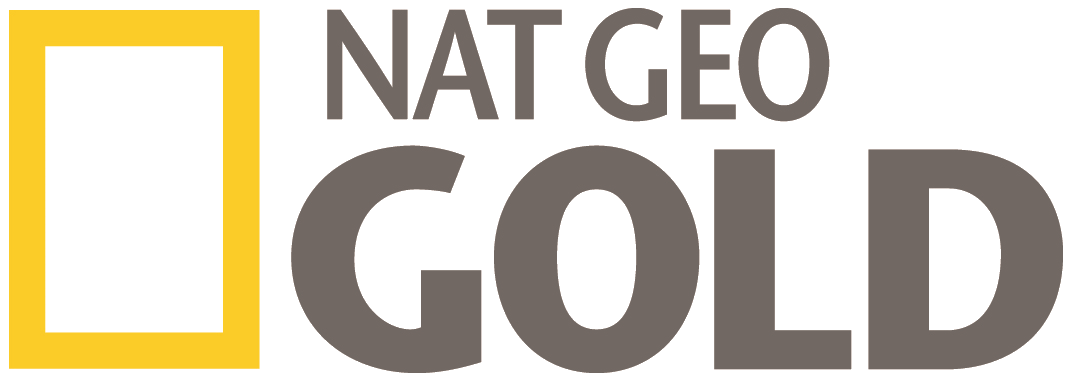
شعار ناشيونال جيوغرافيك جولد